# 机车信号
机车信号，又稱車上號誌、車內號誌或車載號誌，是軌道交通自动显示列车运行前方地面信号机显示的机车车载系统。

## 构成
- 地面设备
  - 信息源：地面信息发送设备。
- 车载设备
  - 信息接收：感应器接收地面钢轨中传输的信号。
  - 信息处理：处理感应器接收到的信息。
  - 信息显示：显示信息处理结果。